# Nate Williams
Nathaniel Russell « Nate » Williams (né le 2 mai 1950 à Columbia, Louisiane) est un ancien joueur américain de basket-ball. Arrière/ailier issu de l'université d'État de l'Utah, Williams joua huit saisons (1971 à 1979) en National Basketball Association (NBA) pour les Royals de Cincinnati, les Kings de Kansas City-Omaha, le Jazz de la Nouvelle-Orléans et les Warriors de Golden State. Sa meilleure saison eut lieu en 1973–1974, quand il inscrivit 15,5 points, 4,2 rebonds et 2,2 passes décisives par match pour les Kings. Il termina sa carrière NBA avec un total de 7709 points.